# Białka LEA
Białka LEA (ang. Late-embryogenesis abundant proteins) – grupa silnie hydrofilowych białek wytwarzanych podczas późnej embriogenezy roślin i zapewniających odporność na wysuszenie nasionom. Białka są wytwarzane przez rośliny także podczas stresu wodnego.
Po raz pierwszy zostały wyizolowane z nasion bawełny i opisane w roku 1981 przez Leona Dura.
Biała LEA należą do większej grupy hydrofilin. Na podstawie podobieństw sekwencji dzielone są na kilka rodzin. Wspólną cechą poza wysoką hydrofilowością jest wysoka zawartość glicyny  oraz alaniny i seryny. Nie stwierdza się w nich obecności reszt cysteinowych i tryptofanowych. Zostały wykryte u wielu grup roślin oraz w grzybach, nicieniach, bakteriach i archeowcach. Do ich zwiększonej syntezy dochodzi w roślinach podczas suszy oraz mrozów. 
Chociaż udział białek LEA w odpowiedzi na stres wodny i niską temperaturę jest powszechnie uznawana, to sam mechanizm ochronny jest nieznany. Na podstawie wyników badań rozważana jest ich funkcja jako przeciwutleniacza, substancji stabilizujących błony i białka oraz pośrednia udział w ochronie komórki jako tarcze molekularne. Rozważana jest też funkcja „wypełniacza przestrzeni“  chroniącego komórkę przed uszkodzeniem struktur przy silnym ograniczeniu objętości. Szczególną rolę wydają się spełniać w ochronie błon mitochondrialnych przy silnym odwodnieniu komórki.